# Днепропетровский народный музей истории милиции
Днепропетровский народный музей истории милиции (укр. Дніпропетровський народний музей історії міліції), также Музей дома культуры УВД (укр. Музей будинку культури УВС) — один из музеев Днепра, расположенный в здании дома культуры УВД на улице Артёма, дом 5.

## История
Музей истории и боевой славы милиции Днепропетровской области был основан в 1975 году в Днепре.
Статус народного музея получил в 1979 году.
Днепропетровская милиция начала своё существование еще с периода Екатеринослава.
11 января 1918 года, согласно постановлению Екатеринославского совета рабочих и солдатских депутатов была организована первая в крае советская милиция.
С момента существования Екатеринославской губернии (1803 г.) вопросы охраны порядка возлагались на губернатора. Немного позже было создано отделение городских дел при канцелярии Екатеринославского губернатора, а после 1918 года — рабоче-крестьянская милиция.
В экспозиции и фондах музея хранятся больше 3000 экспонатов. Особую ценность представляют личные материалы работников милиции — ветеранов милицейской службы, участников Великой Отечественной войны.
В Днепропетровском народном музее истории милиции представлены материалы, документы и фотографии, рассказывающие о деятельности различных подразделений органов внутренних дел региона от времён Октябрьской социалистической революции до наших дней.
Общая площадь музея в здании клуба УВД — 160 м².